# 先縠
先縠（？—前596年），春秋时期晋国的中军佐。《史记》记载他是先轸之子。据《左传》，先縠应为先克的弟弟或儿子。
前597年，中军将荀林父、中军佐先縠、上军将士会、上军佐郤克、下军将赵朔、下军佐栾书率领晋军救援郑国，荀林父听说郑国已经和楚国求和，就要返军。先縠不同意，坚持要渡过黄河，与楚国决战，这样才能保持晋国的霸主地位。于是单独带着军队渡过黄河。荀林父无奈，只好带领全军渡河。荀林父接见楚国使臣，使臣返回的时候，先縠私自派人追上楚国使臣说把话说错了，让楚国马上撤离郑国。因为荀林父、先縠的矛盾，所以邲之战，晋国惨败，楚庄王饮马黄河。当年冬，先縠在清丘主持与宋国、卫国、曹国的会盟，想稳定同盟国家。但宋国奉晋国之命讨伐陈国时，卫国却出兵去救。前596年秋，先縠通翟人攻打晋国，冬天事发，晋国人将先縠连同其子侄一并处死。《左传》评价：“有人说‘刑戮是因自找而来的’，先縠就是这样的典型吧？”